# Château de Jaillac
Le château de Jaillac est un ancien château situé au Mériot, en France.

## Description
Il subsiste quatre ponts entre la route nationale et le site de l'ancien château.

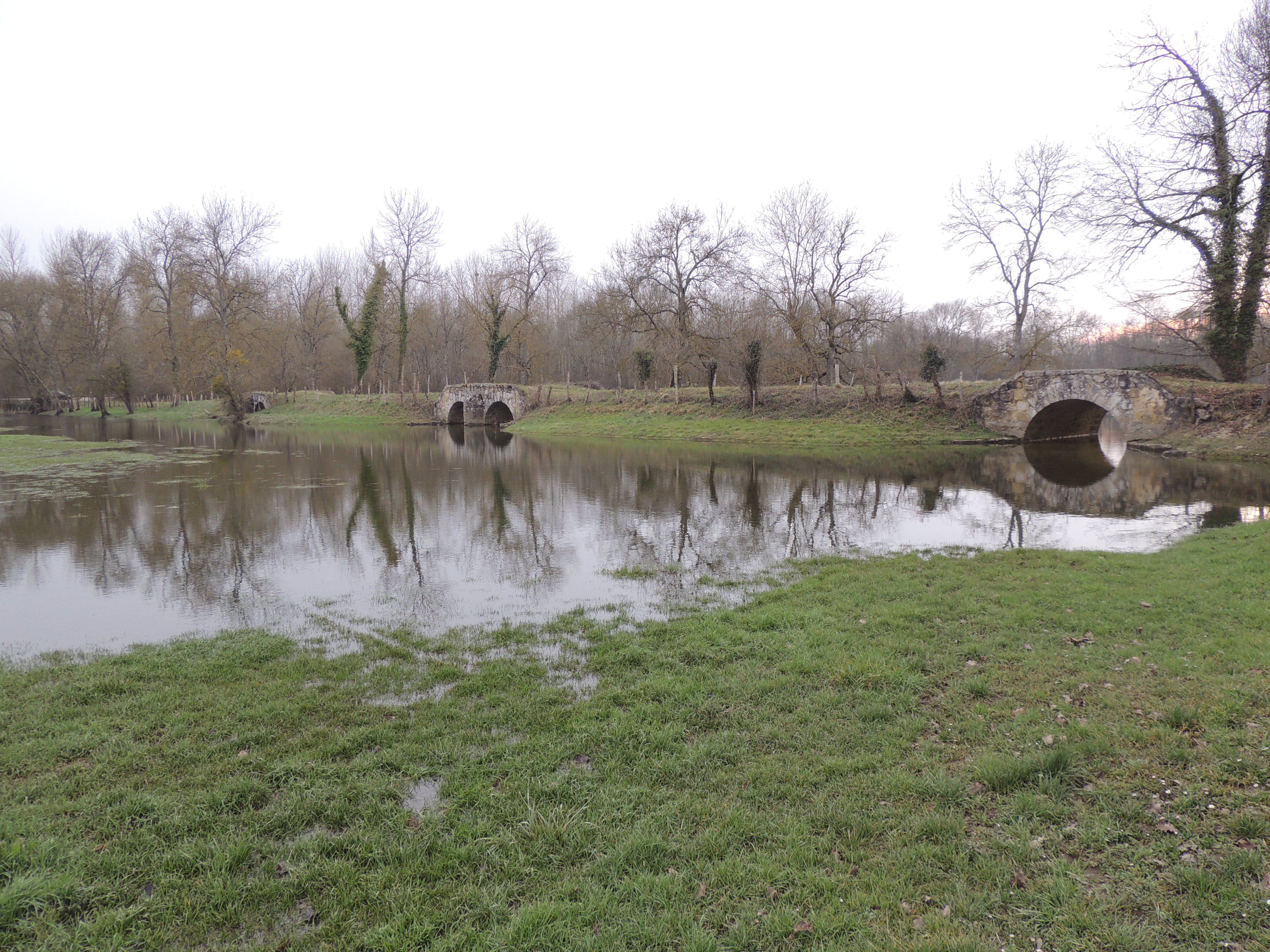
Chaussée classée monument historique

## Localisation
Le château est situé sur la commune du Mériot, dans le département français de l'Aube.

## Historique
De l'édifice, seule la chaussée d'accès est inscrite au titre des monuments historiques en 1996.